# Noa Redington
Noa Redington (født 12. september 1971 i Stockholm) er en dansk politolog, journalist og tidligere spindoktor. Fra 7. januar 2008 frem til Folketingsvalget 2011 var han ansat af Socialdemokratiet som personlig rådgiver for partiets formand Helle Thorning-Schmidt. Efter folketingsvalget i 2011, hvor Thorning-Schmidt blev statsminister, fortsatte Redington som hendes særlige rådgiver (spindoktor) i Statsministeriet. I denne stilling fungerede han frem til valget i 2015.
Noa Redington startede sin politiske karriere da han som folkeskoleelev deltog i Socialistisk Folkepartis Ungdoms landsmøde i Aalborg i 1986, og han var i samme periode tillige medlem af bestyrelsen for Landsorganisationen af Elever fra marts 1986 til november 1987.
Han er bachelor i statskundskab fra Københavns Universitet og kandidat i samme fra Columbia University, New York.
Siden har han været debatredaktør på Weekendavisen, informationsmedarbejder i Økonomiministeriet og analytiker på LO's Ugebrevet A4.
Han var redaktør på Ugebrevet Mandag Morgen (2005-2008).
Redington skriver den ugentlige klumme Sigtekornet i Politiken Søndag og er tilknyttet TV 2 som politisk kommentator.

## Privat
Noa Redington blev født i Stockholm af en dansk mor og en amerikansk far som var 68'er og musiker. Hans mor var grafiker og illustrator og boede en årrække i Grønland. Da han var tre år, mistede han sin far og voksede siden op sammen med sin mor og sin lillebror i bofællesskabet Store Kongensgade 108 i København, hvor han voksede op fra 1976-91.
Han har gået på Sølvgades Skole og derefter Østre Borgerdyd Gymnasium.
Noa Redington har været gift med Kit Lykketoft, datter af den tidligere formand for Socialdemokratiet Mogens Lykketoft. Sammen har de to børn. Siden 2018 har han været gift med fremtidsforsker Liselotte Lyngsø.
I 2012 blev han optaget i Kraks Blå Bog.

## Bøger
I 2007 udgav han Den første, en samtalebog med Helle Thorning-Schmidt.